# Botanische tuin van Tartu

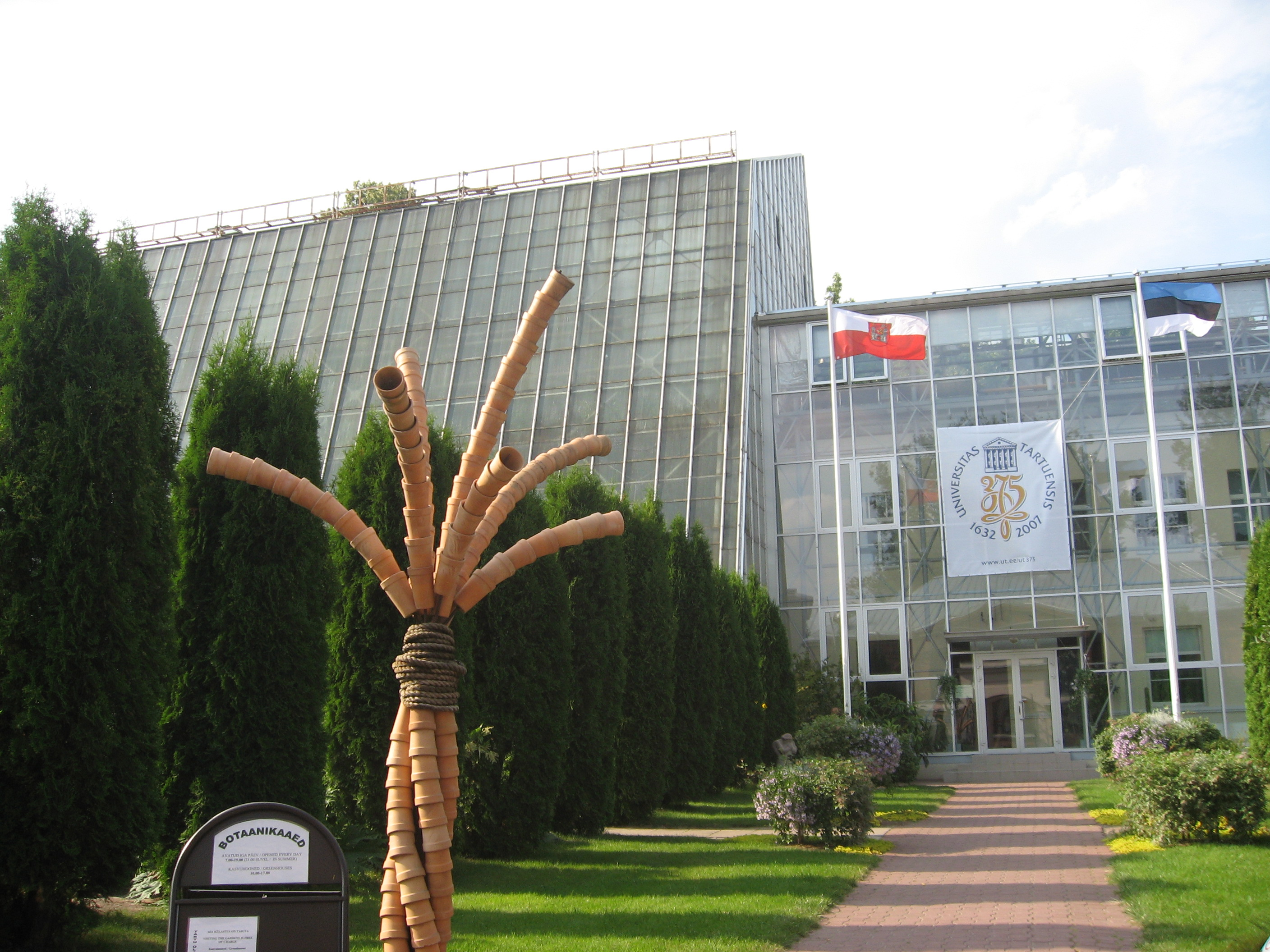
Hoofdgebouw

De Botanische tuin van Tartu is een botanische tuin in de Estse stad Tartu die beheerd wordt door de universiteit.
De tuin werd in 1803 opgericht door professor G.A. Germann maar verhuisde pas naar zijn huidige locatie aan de rand van de oude stadsmuur in 1806. Een bronzen herinneringsbeeld van Germann is nog steeds te vinden in de tuin. Het ontwerp van de tuin is van J.A. Weinmann. In 1811 werd de tuin uitgebreid tot zijn huidige grootte van 3,5 hectare. In de tuin zitten meer dan 10000 verschillende plantensoorten.

## Afbeeldingen

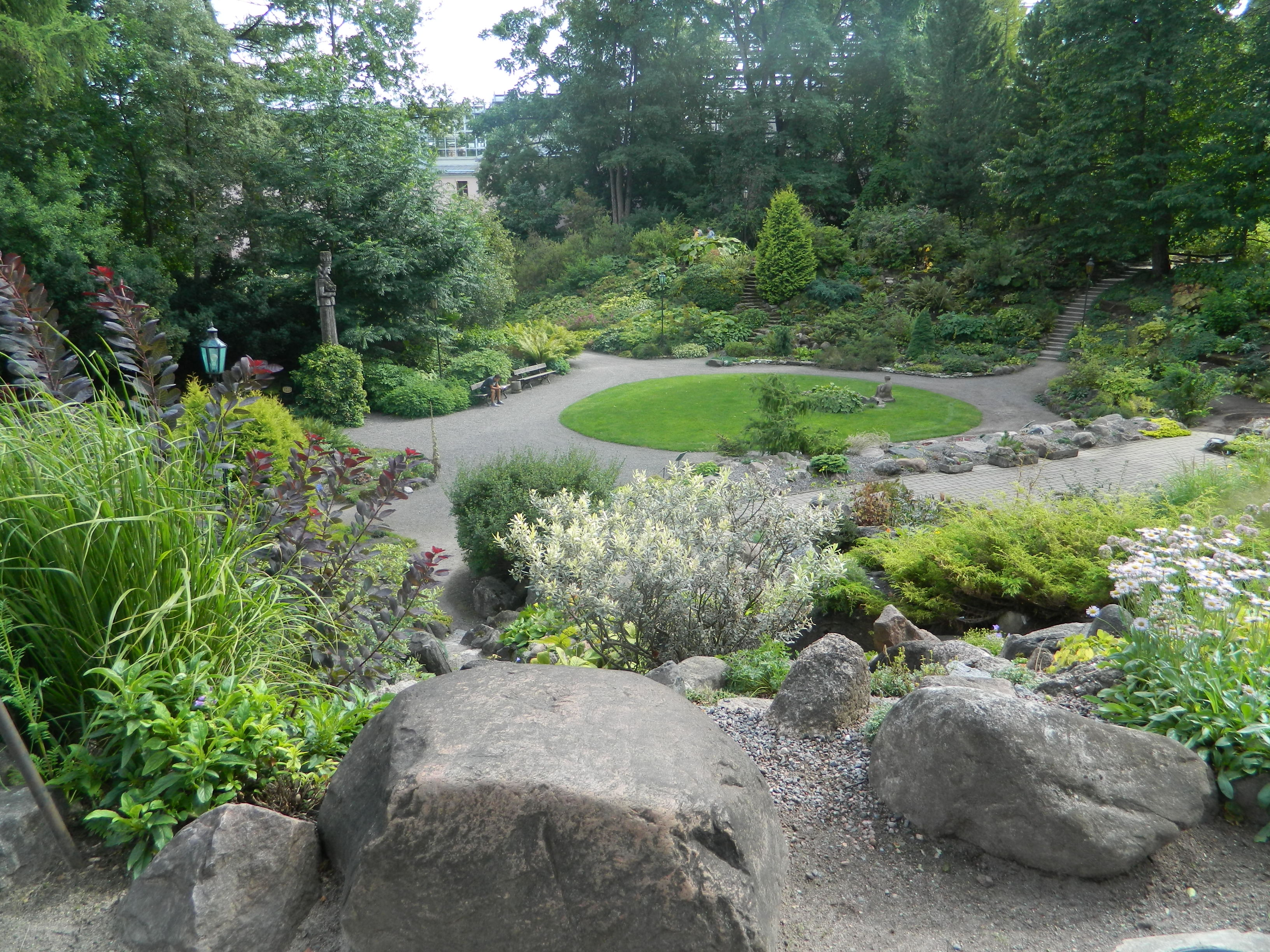
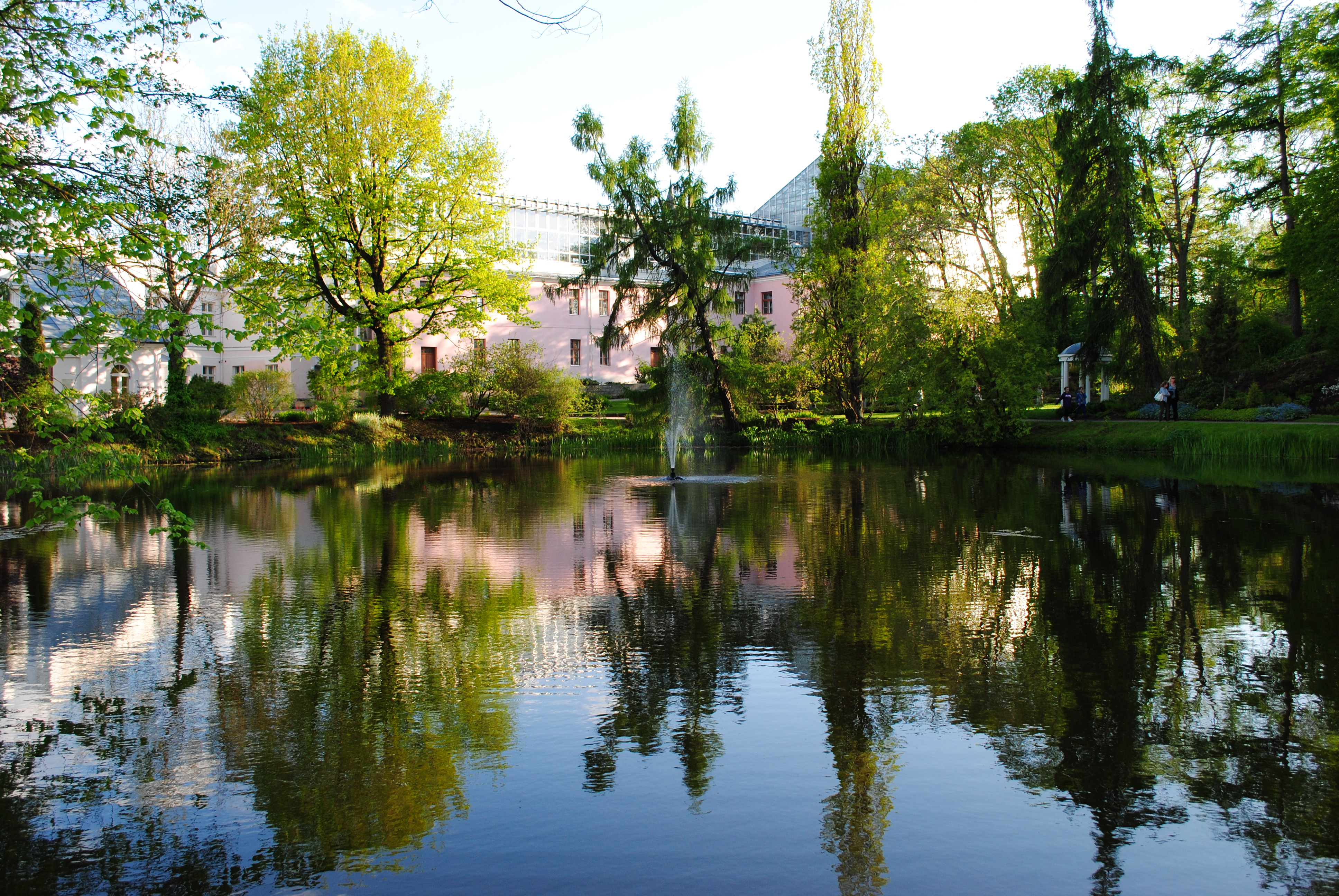
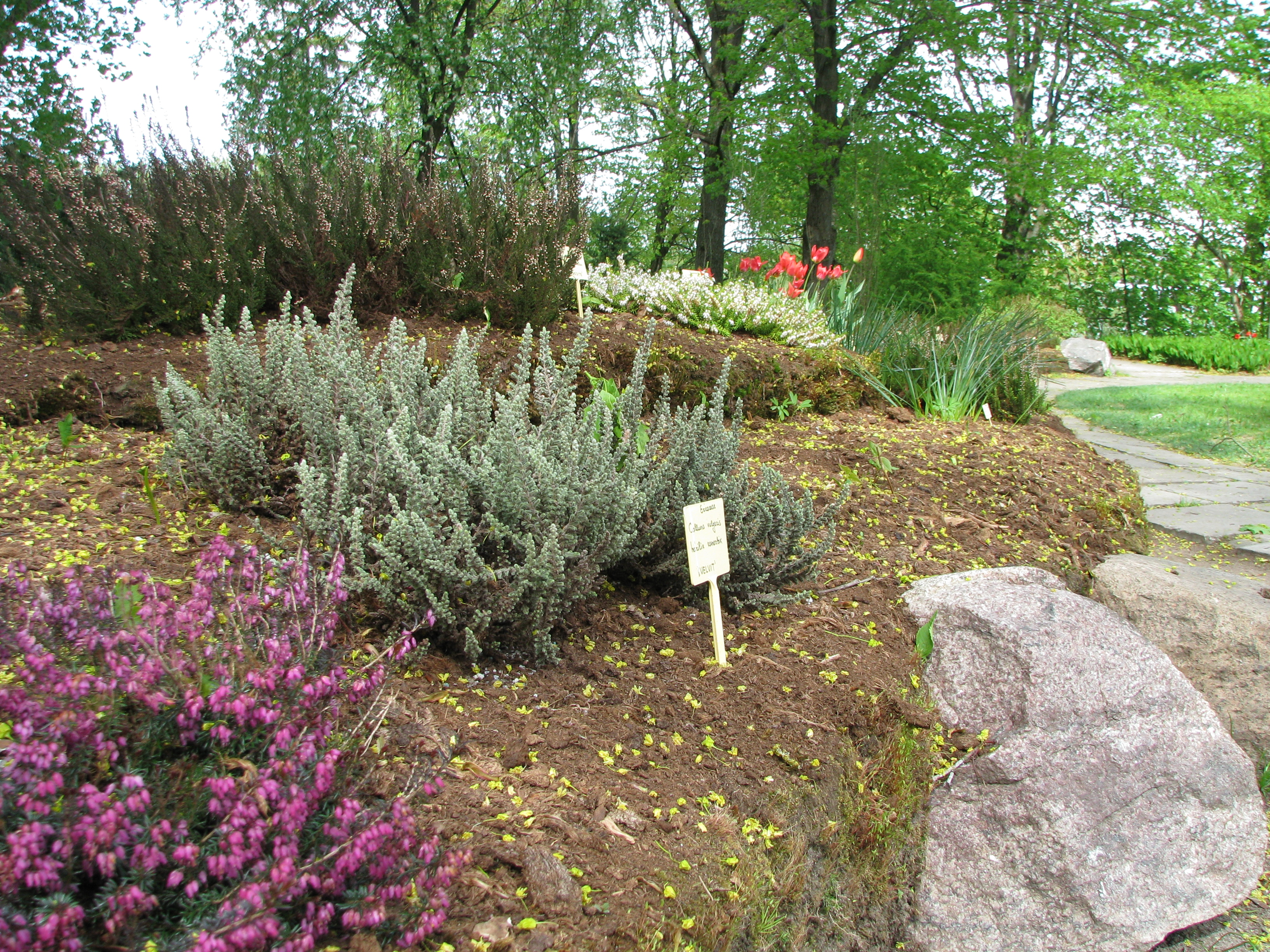
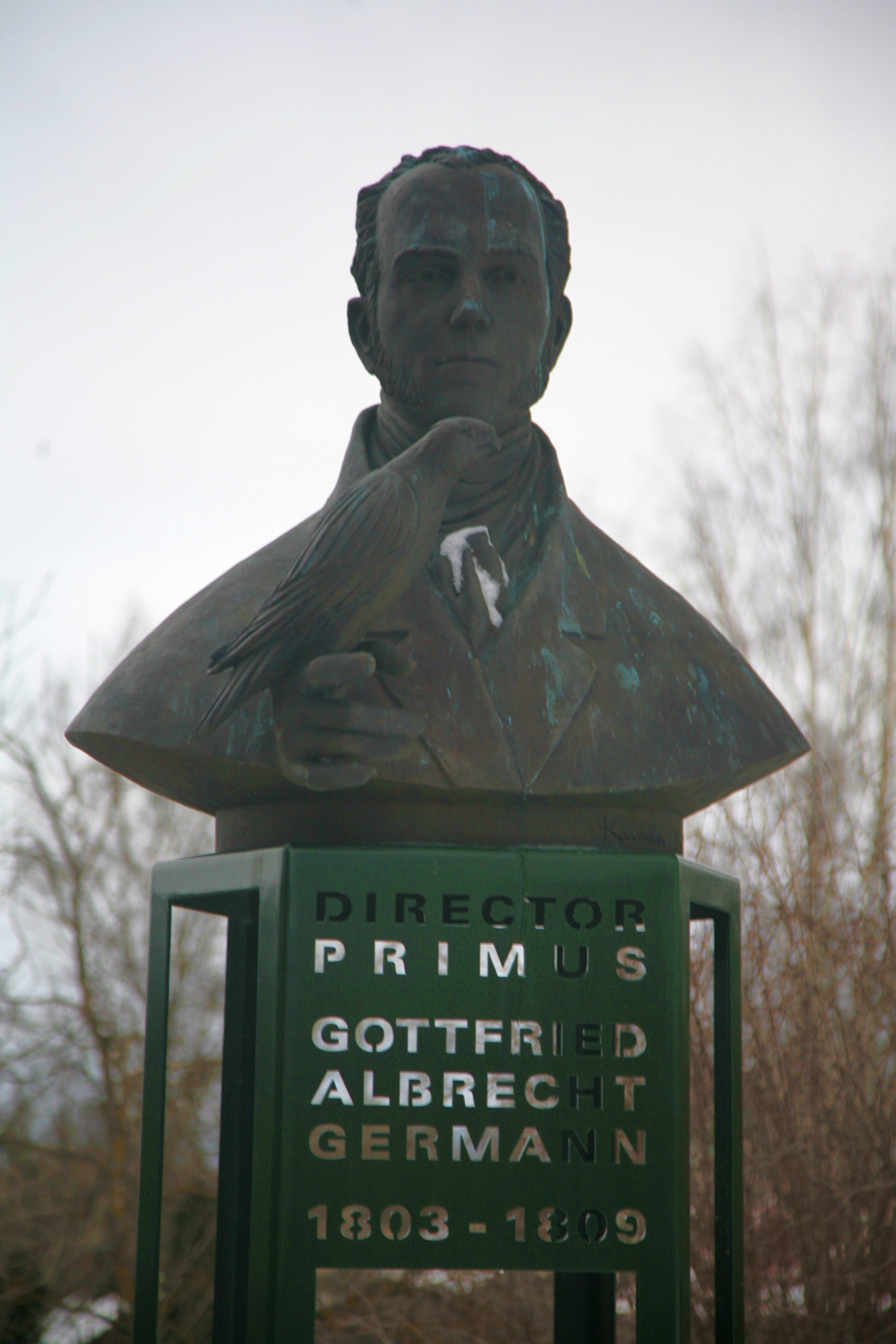